# Ноа Уайли
Ноа Уайли (на английски: Noah Strausser Speer Wyle) е американски актьор и продуцент, носител на награда „Сатурн“ и четири награди на „Гилдията на филмовите актьори“, номиниран за три награди „Златен глобус“ и пет награди „Еми“. Най-известен е с ролите си на д-р Джон Картър от сериала „Спешно отделение“, Том Мейсън в сериала „Падащи небеса“ и на д-р Майкъл „Роби“ Рабинавич в сериала „Спешни случаи в Питсбърг“.

## Биография
Ноа Уайли е роден на 4 юни 1971 г. в Холивуд, САЩ, в семейството на Стивън и Марти Уайли. Майка му работи като медицинска сестра, а баща му е инженер и предприемач.

## Частична филмография
| Година      | Заглавие                                                | Роля                           | Забележка   |
| ----------- | ------------------------------------------------------- | ------------------------------ | ----------- |
| 2025        | „Спешни случаи в Питсбърг“                              | Доктор Майкъл „Роби“ Рабинавич | (тв сериал) |
| 2014        | „Библиотекарите“                                        | Флин Карсън                    | (тв сериал) |
| 2013        | „Змия и мангуста“                                       | Артър Спиър                    |             |
| 2011 – 2015 | „Падащи небеса“                                         | Том Мейсън                     | (тв сериал) |
| 2008        | „Библиотекарят 3: Проклятието на бокала на Юда“         | Флин Карсън                    | (тв филм)   |
| 2006        | „Библиотекарят 2: Завръщане в рудниците на цар Соломон“ | Флин Карсън                    | (тв филм)   |
| 2005        | „Калифорнийците“                                        | Гевин Рансъм                   |             |
| 2004        | „Библиотекарят: В търсене на копието“                   | Флин Карсън                    | (тв филм)   |
| 2002        | „Белият олеандър“                                       | Марк Ричардс                   |             |
| 2002        | „Достатъчно“                                            | Роби                           |             |
| 2001        | „Място за престъпление“                                 | Сет                            |             |
| 2001        | „Дони Дарко“                                            | проф. Кенет Монитоф            |             |
| 1999        | „Пиратите от Силициевата долина“                        | Стийв Джобс                    | (тв филм)   |
| 1997        | „Следи от детството“                                    | Уорън                          |             |
| 1996        | „Око за око“                                            | офицер Джак Картър             |             |
| 1994        | „There Goes My Baby“                                    | Майкъл Финеган                 |             |
| 1994        | „Гуинивър“                                              | Ланселот                       | (тв филм)   |
| 1994 – 2009 | „Спешно отделение“                                      | д-р Джон Картър                | (тв сериал) |
| 1993        | „Децата на суинга“                                      | Емил Лутц                      |             |
| 1992        | „Доблестни мъже“                                        | редник Джефри Барнс            |             |